# Descolarizzare la società
Descolarizzare la società (titolo originale Deschooling Society) è un saggio del pedagogista e filosofo austriaco Ivan Illich, pubblicato per la prima volta nel 1971.

## Contenuto
Nella visione dell'autore, la società va descolarizzata, perché la scuola non produce né sviluppo sociale né vera alfabetizzazione: dall'istituto scolastico tradizionale bisogna passare ad una educazione basata su reti informali. Ci si deve affidare ad un apprendimento autonomo, fornendo agli alunni nuovi agganci con il mondo, anziché i programmi didattici standard e lontani dalla realtà.
Solo così sarà possibile creare un nuovo circuito formativo libero, che rende possibile la conoscenza solo dopo aver fatto esperienza.

## Edizioni
- Ivan Illich, Descolarizzare la società, Milano, Mondadori, 1972 (prefazione di Hartmut von Hentig), SBN SBL0445016.
- idem, Descolarizzare la società: una società senza scuola è possibile?, Milano-Udine, Mimesis, 2010 (postfazione di Paolo Perticari), SBN LO11316055.
- idem, Descolarizzare la società: una società senza scuola è possibile?, Milano-Udine, Mimesis, 2019 (prefazione di Andrea Staid), SBN CFI1005649.